# UTC−09:30

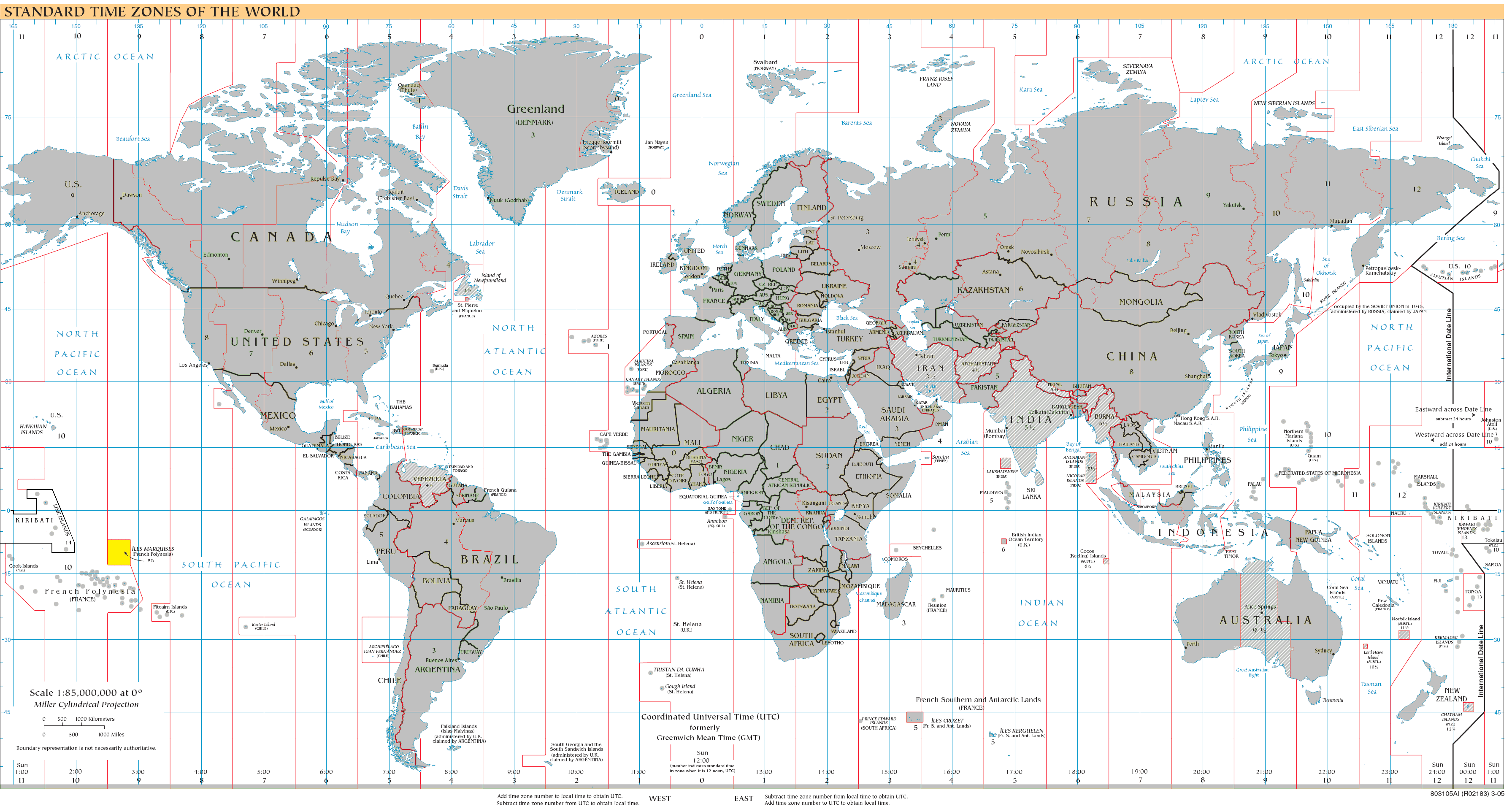
UTC-12:Blau (desembre), taronja (juny), groc (l'any sencer), blau clar (àrees marines)

UTC−09:30 és una zona horària d'UTC amb 9 hores i mitja de retard de l'UTC. El seu codi DTG és V+, V*  o V0.

## Zones horàries
- Marquesas Islands Time (MIT)

## Franges

### Temps estàndard (l'any sencer)
- França
  -  Polinèsia Francesa
    - Illes Marqueses

Aquesta zona no té horari d'estiu.

## Geografia
UTC-09:30 és la zona horària ésta situada 142° 30′ O de longitud.